# Лапаз
Лапа́з (рос. Лапаз) — село у складі Новосергієвського району Оренбурзької області, Росія.

## Населення
Населення — 503 особи (2010; 497 у 2002).
Національний склад (станом на 2002 рік):
- росіяни — 72 %